# لاسه
لاسی (به آلمانی: Lassee) یک منطقهٔ مسکونی در اتریش است که در ناحیه گنزرندورف واقع شده‌است. لاسی ۲٬۳۵۴ نفر جمعیت دارد.

## خواهرخوانده
شهرهای Strzyżów، بوچینه و Briennon خواهرخوانده‌های لاسی هستند.